# Liste der Kulturdenkmale im Landkreis Greiz

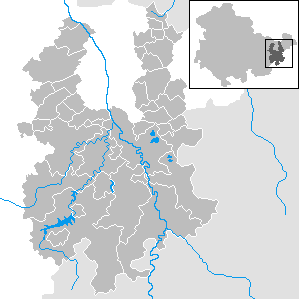
Aufteilung des Landkreises in einzelne Gemeinden

Wappen des Landkreises

Die Liste der Kulturdenkmale im Landkreis Greiz listet die Kulturdenkmale im Landkreis Greiz, aufgelistet nach einzelnen Gemeinden. Die Angaben in den einzelnen Listen ersetzen nicht die rechtsverbindliche Auskunft der zuständigen Denkmalschutzbehörde.

## Aufteilung
Wegen der großen Anzahl von Kulturdenkmalen im Landkreis Greiz ist diese Liste in Teillisten nach den Städten und Gemeinden aufgeteilt.
| Stadt/Gemeinde              | Karte | Kulturdenkmale                                                                                         | Bild eines Denkmals        |
| --------------------------- | ----- | --- | -------------------------- |
| Auma-Weidatal               |       | Kulturdenkmale in Auma-Weidatal                                                                        | Altes Rathaus              |
| Bad Köstritz                |       | Kulturdenkmale in Bad Köstritz                                                                         | Heinrich-Schütz-Haus       |
| Berga-Wünschendorf          |       | Kulturdenkmale in Berga-Wünschendorf, derzeit nur Liste für den Ortsteil Wünschendorf/Elster vorhanden | Rathaus                    |
| Bethenhausen                |       | Kulturdenkmale in Bethenhausen                                                                         | Kirche                     |
| Bocka                       |       | Kulturdenkmale in Bocka                                                                                | Kirche Kleinbocka          |
| Brahmenau                   |       | Kulturdenkmale in Brahmenau                                                                            | Kirche                     |
| Braunichswalde              |       | Kulturdenkmale in Braunichswalde                                                                       | Kirche                     |
| Caaschwitz                  |       | Kulturdenkmale in Caaschwitz                                                                           | Kirche                     |
| Crimla                      |       | Kulturdenkmale in Crimla                                                                               | Gut Crimla                 |
| Endschütz                   |       | Kulturdenkmale in Endschütz                                                                            | Rittergut St. Marien       |
| Gauern                      |       | Kulturdenkmale in Gauern                                                                               | Kirche                     |
| Greiz                       |       | Kulturdenkmale in Greiz                                                                                | Oberes und Unteres Schloss |
| Großenstein                 |       | Kulturdenkmale in Großenstein                                                                          | Schusterhaus               |
| Harth-Pöllnitz              |       | Kulturdenkmale in Harth-Pöllnitz                                                                       | Schloss Burkersdorf        |
| Hilbersdorf                 |       | Kulturdenkmale in Hilbersdorf                                                                          | Kirche                     |
| Hirschfeld                  |       | Kulturdenkmale in Hirschfeld                                                                           | Kirche                     |
| Hohenleuben                 |       | Kulturdenkmale in Hohenleuben                                                                          | Burgruine Reichenfels      |
| Hundhaupten                 |       | Kulturdenkmale in Hundhaupten                                                                          |                            |
| Kauern                      |       | Kulturdenkmale in Kauern                                                                               | Schloss                    |
| Korbußen                    |       | Kulturdenkmale in Korbußen                                                                             | Gefallenendenkmal          |
| Kraftsdorf                  |       | Kulturdenkmale in Kraftsdorf                                                                           | Mutzmuseum                 |
| Langenwetzendorf            |       | Kulturdenkmale in Langenwetzendorf                                                                     | Dorfanger Nitschareuth     |
| Langenwolschendorf          |       | Kulturdenkmale in Langenwolschendorf                                                                   |                            |
| Lederhose                   |       | Kulturdenkmale in Lederhose                                                                            | Kirche                     |
| Linda                       |       | Kulturdenkmale in Linda                                                                                | Kirche                     |
| Lindenkreuz                 |       | Kulturdenkmale in Lindenkreuz                                                                          | Dorfkirche                 |
| Mohlsdorf-Teichwolframsdorf |       | Kulturdenkmale in Mohlsdorf- Teichwolframsdorf                                                         | Kirche Mohlsdorf           |
| Münchenbernsdorf            |       | Kulturdenkmale in Münchenbernsdorf                                                                     | Rathaus                    |
| Paitzdorf                   |       | Kulturdenkmale in Paitzdorf                                                                            | Kirche                     |
| Pölzig                      |       | Kulturdenkmale in Pölzig                                                                               | Umgebindehaus              |
| Reichstädt                  |       | Kulturdenkmale in Reichstädt                                                                           | Kirche                     |
| Ronneburg                   |       | Kulturdenkmale in Ronneburg                                                                            | Schloss                    |
| Rückersdorf                 |       | Kulturdenkmale in Rückersdorf                                                                          | Bismarckturm Reust         |
| Saara                       |       | Kulturdenkmale in Saara                                                                                | Kirche Großsaara           |
| Schwaara                    |       | Kulturdenkmale in Schwaara                                                                             | Vierseithof                |
| Schwarzbach                 |       | Kulturdenkmale in Schwarzbach                                                                          | Die Dorfkirche             |
| Seelingstädt                |       | Kulturdenkmale in Seelingstädt                                                                         | Gefallenendenkmal          |
| Teichwitz                   |       | Kulturdenkmale in Teichwitz                                                                            | Kirche                     |
| Weida                       |       | Kulturdenkmale in Weida                                                                                | Osterburg                  |
| Weißendorf                  |       | Kulturdenkmale in Weißendorf                                                                           |                            |
| Zedlitz                     |       | Kulturdenkmale in Zedlitz                                                                              |                            |
| Zeulenroda-Triebes          |       | Kulturdenkmale in Zeulenroda-Triebes                                                                   | Rathaus Zeulenroda         |